# Tunguska Inferiore
La Tunguska Inferiore (anche conosciuta come Bassa Tunguska, in russo Нижняя Тунгуска, Nižnjaja Tunguska) è un fiume della Siberia Orientale, affluente di destra dello Enisej. Scorre attraverso i rajon Ust'-Kutskij, Kirenskij, Katangskij dell'oblast' di Irkutsk e i rajon Ėvenkijskij e Turuchanskij del Territorio di Krasnojarsk.

## Percorso
Il fiume ha le sue sorgenti in una regione di basse montagne conosciute con il nome di Alture dell'Angara, a pochissima distanza (poche decine di chilometri) dal corso della Lena, nell'oblast' di Irkutsk. Si dirige dapprima in direzione nord con un corso ricco di meandri per compiere, all'altezza del parallelo 63°N, una decisa svolta verso ovest ed entrare nell'Altopiano della Siberia centrale. I suoi maggiori affluenti sono: da destra, Ejka, Kočečum, Jambukan, Vivi, Tutončana, Eračimo e Severnaja; da sinistra, Nepa, Bol'šaja Erëma, Ilimpeja, Nidym, Tajmura e Učami. Proseguendo verso occidente, il fiume esce dall'altopiano della Siberia centrale per confluire, pochi chilometri dopo, nello Enisej a 990 km dalla foce, presso l'abitato di Turuchansk.
Analogamente a moltissimi altri fiumi siberiani, le rilevantissime dimensioni non corrispondono ad una effettiva importanza economica; la rigidità del clima delle zone attraversate fanno sì che l'intero bacino conti solo qualche decina di migliaia di abitanti. I centri principali toccati nel suo lungo cammino sono Tura, ex capoluogo della Ėvenkija, e Turuchansk, alla sua foce nello Enisej.

## Regime
Il regime del fiume è analogo a tanti altri fiumi siberiani, con minimi invernali di portata e massimi estivi, quando il valore di portata può salire fino a 74.000 m³/s. Il fiume è gelato da ottobre a maggio.